# George Salameh
George Salameh (ur. 1 stycznia 1976 w Bejrucie) – libański narciarz alpejski, siedmiokrotny mistrz Libanu w narciarstwie alpejskim, uczestnik Zimowych Igrzysk Olimpijskich 2006.
Najlepszym wynikiem Salameha na zimowych igrzyskach olimpijskich jest 43. miejsce w slalomie podczas Zimowych Igrzysk Olimpijskich 2006 we włoskim Turynie.
Salameh czterokrotnie uczestniczył na mistrzostwach świata, jednak w 2009 roku w Val d’Isère został zdyskwalifikowany za doping.
Salameh nigdy nie wystartował w zawodach Pucharu Świata.

## Osiągnięcia

### Zimowe igrzyska olimpijskie
| Igrzyska   | Konkurencja | Czas    | Wynik | Zwycięzca      |
| ---------- | ----------- | ------- | ----- | -------------- |
| Turyn 2006 | Slalom      | 2:11.61 | 43.   | Benjamin Raich |

### Mistrzostwa świata
| Mistrzostwa      | Konkurencja | Czas    | Wynik | Zwycięzca            |
| ---------------- | ----------- | ------- | ----- | -------------------- |
| St. Anton        | Gigant      | -       | DSQ   | Michael von Grünigen |
| St. Anton        | Slalom      | 2:10.20 | 45.   | Mario Matt           |
| Bormio 2005      | Gigant      | -       | DNS2  | Hermann Maier        |
| Bormio 2005      | Slalom      | -       | DNF1  | Benjamin Raich       |
| Åre 2007         | Gigant      | -       | BDNF1 | Aksel Lund Svindal   |
| Åre 2007         | Slalom      | -       | 39.   | Mario Matt           |
| Val d’Isère 2009 | Gigant      | -       | DPO   | Carlo Janka          |
| Val d’Isère 2009 | Slalom      | -       | DPO   | Manfred Pranger      |